# Eunômio de Cízico
Eunômio de Cízico (em grego:  Εὐνόμιος), morto em c. 393, foi um dos líderes dos arianos extremos ou anomoeanos, que já foram chamados de "eunomeanos", nasceu em Dacora, na Capadócia, no século  IV.

## Vida
Ele estudou teologia em Alexandria sob  Aécio de Antioquia e, depois, acabou sob a influência de Eudóxio de Antioquia, que o ordenou diácono. Recomendado por Eudóxio, ele foi em seguida ordenado bispo de Cízico em 360. Ali, sua liberdade em expressar pontos de vista extremos do arianismo levaram à reclamações populares e Eudóxio foi compelido, por comando do imperador romano Constâncio II, a depô-lo menos de um ano após tê-lo ordenado.
Durante os reinados de Juliano, o Apóstata e de Joviano, Eunômio morou em Constantinopla, mantendo um estreito relacionamento com Aécio, consolidando um partido de oposição e consagrando bispos. Ele então foi viver na Calcedônia, de onde, em 367, ele foi banido para a Mauritânia por ter dado guarida ao rebelde Procópio usurpador. Ele foi chamado de volta, porém, antes de ter chegado ao seu destino.
Em 383, o imperador Teodósio I, que tinha demandado uma declaração de fé de todos os líderes partidários, puniu Eunômio por continuar a ensinar suas peculiares doutrinas exilando-o para Hálmiris (atualmente na Romênia), na Cítia Menor. Ele depois morou na Calcedônia e em Cesareia, na Capadócia, de onde ele foi novamente expulso pelos habitantes por escrever contra seu bispo, Basílio, o Grande. Seus últimos dias se passaram em sua cidade-natal, Dacora, onde ele morreu por volta de 393.

## Obras
Seus escritos tinham grande reputação no seu partido e a influência deles era tão temida pelos ortodoxos que mais de um édito imperial foi emanado para sua destruição. Consequentemente, seu comentário sobre a Epístola aos Romanos, mencionado pelo historiador Sócrates Escolástico, e suas próprias epístolas, mencionadas por Filostórgio e Fócio, não sobreviveram.
Sua primeira obra apologética, escrita provavelmente entre 360 e 365, foi inteiramente recuperada através da famosa refutação por Basílio de Cesareia. Uma segunda apologia, escrita antes de 379, existe apenas em citações dela numa refutação por Gregório de Níssa. Sua exposição sobre a fé, pedida por Teodósio, ainda existe e foi editada por Valésio em suas notas sobre Sócrates de Constantinopla e por Ch. H. G. Rettberg em sua Marcelliana.
Eunômio ainda vivia quando Jerônimo escreveu De Viris Illustribus (cap. 120). Ele afirma que suas heresias já haviam sido respondidas por Apolinário de Laodiceia, Basílio, Gregório de Nazianzo e Gregório de Níssa.

## Eunomianismo
Os ensinamentos da escola anomoeana, liderada por Aécio e Eunômio, iniciando com a concepção de Deus como criador, argumentava que entre o criador e a criatura não poderia haver nenhuma semelhança essencial, quando muito uma moral. "Como o Não-nascido Deus é um ser absolutamente simples, um ato de geração envolveria uma contradição de Sua essência por introduzir uma dualidade na Divindade". De acordo com Sócrates de Constantinopla (v. 24), Eunômio levou suas visões até a prática alterando sua fórmula batismal. Ao invés de batizar em nome da Trindade, ele batizava em nome do Criador e na morte de Cristo. Esta alteração era considerada pelos ortodoxos como tão séria que os eunomianos arrependidos, retornando à igreja, eram re-batizados, embora os arianos não fossem. A heresia eunomiana foi formalmente condenada no Concílio de Constantinopla em 381. A seita manteve uma existência separada por algum tempo, mas gradualmente se dissipou por conta de divisões internas.
Depois que Eunômio morreu, Eutrópio ordenou que o corpo de Eunômio fosse movido para Tiana e seus livros, queimados.